# Ficksburg
Ficksburg est une ville située au pied d’un massif montagneux haut de 1 750 mètres, dans la province de l’État libre, en Afrique du Sud. La ville a été fondée par le général Johan Fick (en) en 1867, qui a conquis le territoire lors des guerres Basotho. Il a aménagé de nombreux terrains et parcelles qui pouvaient être achetés. 
Le village est situé sur la rive nord de la Caledon, qui le sépare de la ville de Maputsoe au Lesotho. La ville est proclamée municipalité en 1891. Le dernier gouverneur général de l'Union sud-africaine et le premier président d'État d'Afrique du Sud, Charles Robberts Swart, fut emprisonné ici par les Britanniques en 1914 et libéré un jour avant son exécution.

## Population
Ficksburg comprend les villes de Clocolan (en), Marquard (en) et Senekal. La population totale de toute la zone est de 125 751 habitants. 

## Personnalités liés à la ville
De nombreuses personnalités sud-africaines, comme l'auteure Marie Warder (en), sont nées à Ficksburg. 
- Roelf Meyer, homme politique
- Guy Tunmer, ancien pilote de Formule 1
- Jacob van Deventer, général

## Armoiries

### Premier blason (1931-1967)
En 1931, le conseil municipal de Ficksburg adopte un blason pseudo-héraldique. Le bouclier était divisé en deux, la moitié supérieure représentant la déesse romaine Cérès tenant une torche au-dessus de sa tête, dans un décor de paysage, et la moitié inférieure représentant un épi de maïs et trois épis de blé sur un fond bleu. La devise était Virtus in Arduis[réf. nécessaire].

### Second blason (depuis 1967)
Le conseil a enregistré un nouveau blason, auprès de l'administration provinciale de l'État libre d'Orange en juin 1967.
Les nouvelles armes étaient : Parti en chevron de gueules et d'or, au chef chargé de deux gerbes de blé d'or et en pointe d'une croix humette de sinople ; au chef d'or chargé de deux branches de cerisier fruitées au naturel . Simplement, le bouclier affichait un chevron doré (portant deux brins de cerisier) entre deux gerbes de blé dorées sur fond rouge (en haut) et une croix verte sur fond doré (en bas)[réf. nécessaire].
Le cimier était un bras tenant une torche, sortant d'une couronne murale dorée. La devise demeurait Virtus in arduis[réf. nécessaire].

## Tourisme
Ficksburg, après Bethlehem, est la deuxième ville la plus active et importante de la région de l'État-Libre. Une région agricole importante où l'on cultive des céréales comme le maïs et les asperges. La partie la plus significative de la récolte annuelle à Ficksburg est la cueillette des cerises dans les nombreuses fermes cerisières qui entourent la ville. Les cerises sont récoltées d’octobre à décembre. Chaque année, en novembre, se tient le Festival de la Cerise. Ce festival, qui dure trois jours, attire jusqu’à 30 000 personnes. Il propose des spectacles familiaux et des activités telles que la conduite de troupeaux de moutons, des balades à cheval, à dos de chameau, des vols en hélicoptère, des trajets en train à vapeur sur le domaine de Sandstone, ainsi que des visites guidées de la ville pour admirer l’architecture en grès, caractéristique de Ficksburg. Il y a aussi des excursions dans la campagne environnante, des visites de fermes de cerises et d’asperges où l’on découvre tous les aspects de ces cultures, ainsi que des excursions en avion vers le barrage de Katse, au Lesotho. Le premier Festival de la Cerise de Ficksburg a lieu en 1968, lancé par les Jaycees locaux.
La ville dispose aussi d’une grande variété de maisons d’hôtes,  et d’un hôtel qui accueille les touristes. On y trouve également plusieurs restaurants[réf. nécessaire].
Ficksburg est connue comme « la porte d’entrée du Royaume des Montagnes du Lesotho ». Le Lesotho est un pays enclavé situé au centre de l’Afrique du Sud. Depuis Ficksburg, on peut partir en direction du barrage de Katse. Ce barrage est important pour l'Afrique du Sud, car il fournit chaque année des centaines de millions de litres d’eau à la province de Gauteng, centre industriel et commercial du pays. Situé à 3 000 mètres d’altitude dans les montagnes Maluti, le barrage est aussi une destination prisée pour les activités nautiques et la pêche. Des milliers de touristes le visitent chaque année, en passant obligatoirement par Ficksburg pour accéder au Lesotho[réf. nécessaire].
La région est également connue comme la région des asperges d’Afrique du Sud, avec des centaines de tonnes récoltées dès septembre. D'autres fruits comme les pêches, abricots, cerises et pommes y sont aussi cultivés. L’élevage est un secteur important dans la région, avec de nombreuses fermes laitières réparties dans la campagne[réf. nécessaire].

## Histoire de la culture de cerise
Harry Pickston contacte des missionnaires allemands en Afrique du Sud pour en apprendre sur la culture des cerises dans le pays. En 1905, un an après la demande de Pickston, les premiers cerisiers sont plantés en Afrique du Sud, sur la ferme Platkop, dans le district de Clocolan. Les variétés de cerises plantées incluent Giant Heidelfinger, Elton, Early Red, Early River et Bing. Ce groupe spécifique de variétés est toujours cultivé dans la région aujourd’hui. Certains des cerisiers d’origine plantés en 1905 se trouvent encore sur la ferme.
On estime qu’il y a plus de 500 hectares de cerisiers dans l'est de l'État-Libre, principalement dans les régions de Ficksburg, Clocolan (en) et Fouriesburg (en). On compte environ 250 cerisiers par hectare, avec un rendement moyen de 10 tonnes par hectare. La cerise marasquin, une cerise douce, trouve son origine en Yougoslavie et dans le nord de l’Italie, où des commerçants ajoutaient une liqueur à une cerise appelée Marasca.